# Viridigona mexicana
Viridigona mexicana är en tvåvingeart som beskrevs av Stefan Naglis 2003. Viridigona mexicana ingår i släktet Viridigona och familjen styltflugor. Inga underarter finns listade i Catalogue of Life.